# Errabundo
«Errabundo» es un poema de tres páginas escrito por J. R. R. Tolkien publicado por primera vez en el año 1933. En 1962 fue incluido en el libro Las aventuras de Tom Bombadil y otros poemas de El Libro Rojo junto con otros poemas.

## Estructura
Tolkien lo describió como un poema «muy atractivo e interesante». Consiste en una complicada asonancia trisilábica, con una métrica que el propio escritor inventó. El segundo y el cuarto verso de cada cuarteto riman y también está presente una rima secundaria a mitad de cada verso en la segunda línea de cada dos. Conseguir este efecto era tan complicado que su inventor no escribió ningún otro poema utilizando este sistema, aunque más adelante desarrolló un nuevo estilo a partir de este que dio como resultado el poema «Ëarendil el Marinero» tal y como fue publicado en La Comunidad del Anillo.
Finalmente cabe destacar que este poema quedó categorizado como integrante del folclore poético Hobbit existente en la Tierra Media.

## Otras versiones
«Errabundo» fue convertido en canción gracias al compositor británico Donald Swann. La partitura y la grabación de audio forma parte del ciclo musical The Road Goes Ever On.